# Philip Noah Schwarz
Philip Noah Schwarz (Colonia, 4 giugno 2001) è un attore tedesco.

## Biografia
Philip Noah Schwarz è nato nel 2001. Attualmente vive a Pulheim, vicino a Colonia. Nel 2013, all'età di 12 anni, riceve il suo primo ruolo in un cortometraggio Antlitz des Bösen. Nel 2017 ottiene il primo ruolo da protagonista, affiancato da Elyas M'Barek, nel film Conta su di me.

## Filmografia

### Cinema
- Antlitz des Bösen – cortometraggio (2013)
- Conta su di me, regia di Marc Rothemund (2017)

### Televisione
- Die Mockridges - Eine Knallerfamilie – serie TV (2015)
- Club der roten Bänder – serie TV (2016)
- Herzensbrecher – Vater von vier Söhnen – serie TV, episodio 4x12 (2016)
- La dottoressa dell'isola (Die Inselärztin) – Das Geheimnis – film TV (2018)
- WaPo Bodensee – serie TV, episodio 3x01 (2019)
- Der Lehrer – serie TV, episodio 7x09 (2019)
- Merz gegen Merz - serie TV, 24 episodi (2019-2021)
- Merz gegen Merz - Hochzeiten, regia di Felix Stienz - film TV (2023)